# فیلیپ آلبرشت
فیلیپ آلبرشت (انگلیسی: Philip Albrecht؛ زادهٔ ۲۱ نوامبر ۱۹۷۹) بازیکن فوتبال اهل آلمان است.
از باشگاه‌هایی که در آن بازی کرده‌است می‌توان به باشگاه فوتبال سن پائولی اشاره کرد.